# Sandra Pralong
Sandra Pralong (nume complet, Sandra Marilyn Andreea Budiș, n. 9 martie 1958) la București  este consultant, trainer, profesor, autor, politolog și activist civic. Fost înalt funcționar ONU (UNDP si UNFPA), de două ori consilier al Președintelui României, președinte de fundații internaționale (Open Society Foundation, SynergEtica) și director al unor trusturi internaționale de presă (Newsweek, New York si TransNews, Praga). Competențe în managementul schimbării, leadership și comunicare, advocacy, drepturile omului, egalitate de gen, dezvoltarea societății civile și asistență oficială pentru dezvoltare internațională (ODA). 
Emigrată din România în timpul regimului comunist, s-a întors după Revoluția din 1989 pentru a înființa sediul din Romania al Fundației Soros pentru o societate deschisă. A îndeplinit funcția de consilier personal în timpul mandatului Presedintelui Emil Constantinescu (1998-2000). În 2012 a candidat din partea Partidului Național Țărănesc Creștin Democrat pentru un loc de senator în Parlamentul României. În 2015 a fost numită consilier de stat de către Președintele Klaus Iohannis.

## Educație
Între 1977 și 1980 a făcut studiile de licență în științe politice la Universitatea din Lausanne.
În 1981, a absolvit Facultatea de economie și afaceri, obtinand un Certificat de Studii Comerciale Superioare (echivalent MBA) la aceeași universitate (un curs de doi ani terminat în doar unul). 
În perioada 1982-1983 a făcut practică la Organizația de Cooperare Economică și Dezvoltare OECD în Paris cu o bursă din partea Guvernului Elveției. 
Între 1983 și 1985 a făcut un Master în Drept Internațional și Diplomație la Fletcher School of Law and Diplomacy din Medford (statul american Massachusetts), scoală specializată administrată de universitățile Tufts si Harvard. 
Intrată in campul muncii, obține mai tarziu încă un master, în Filosofie Politică, la Columbia University in New York (1994-1998) și un Doctorat în Științe Politice (Magna Cum Laude) la prestigiosul Institut de Științe Politice 'Sciences-Po' din Paris (2000-2008) cu o dizertație despre impactul culturii asupra dezvoltării societății civile din România.
În 2020 a finalizeaza un program de Master în Științe Cognitive (”Cognitive Science”) la Facultatea de Filosofie, Universitatea din București.

## Crez
„Când ajungi în funcții de conducere în America, se așteaptă de la tine să dai ceva înapoi comunității, prin acte filantropice, voluntariat sau opere de caritate”.

## Activități profesionale
- Director de comunicare al revistei săptămanale Newsweek la New York între 1987 și 1990.
- Director executiv și co-președinte al consiliului de administrație al Fundației pentru o Societate Deschisă (Soros) între 1990 și 1993.[13]
- Director al trustului de presă TransNews din Praga (1993-1994).
- Consultant internațional (Banca Mondială, USAID, ONU, etc.) între 1994-1998.
- Consilier personal al Președintelui României între 1998 și 2000.
- Fondator al agenției de comunicare strategică Synergy Communications începând din 2000.
- Consilier regional (înalt funcționar internațional) al Programului Națiunilor Unite pentru Dezvoltare (PNUD) între 2002 și 2005.
- Fondator și președinte al fundației SynergEtica începând cu 2006.
- Consilier pe probleme de asistență oficială pentru dezvoltare (ODA) în Programul ONU pentru Dezvoltare (UNDP) între 2007-2009.
- Vice președinte al Federației Organizațiilor Neguvernamentale pentru Dezvoltare (FOND), 2007-2008.
- Consilier pe probleme de gen și societate civilă la Fondul ONU pentru Populație (UNFPA) al Fondului Națiunilor Unite pentru Populație (UNFPA) între 2010-2011.
- Aleasă Președinte al Asociației Române de Relații Publice (ARRP) între 2012-2014.
- Consultant, Trainer & Coach Corporatist, Organizator de evenimente si Public Speaker la Synergy Communications între 2014-2015.
- Profesor invitat la Academia de Studii Economice (ASE), Facultatea Administrarea Afacerilor, predare în limbi străine între 2014-2015.
- Consilier de Stat al Președintelui României Klaus Iohannis, Departamentul pentru Relația cu Românii din Afara Granițelor din 2015 până în prezent.

## Candidatură politică
Candidată din partea  Alianței România Dreaptă pentru Senatul Romaniei în Colegiul uninominal S6 din București (Alegeri legislative, 2012). Până la această candidatură, fusese președinta Asociației Române de Relații Publice (ARRP), funcție din care s-a autosuspendat.

## Publicații
- Cum schimbăm mentalitatea? 25 de ani în România, Polirom, 2014
- Putere vs forță, sau transformarea României între civic și politic, în „7 teme fundamentale pentru România”, Dan Dungaciu, Vasile Iuga, Marius Stoian (Coord.), Rao, 2014
- 2013 - Mai români decât românii - mărturii a 13 femei și 32 de bărbați de origine străină, care s-au stabilit în România [15], devenind "mai români decât românii", Polirom, 2013
- La Mondialisation, entre Ethique et Empathie, în „Actes du Colloque Ferdinand Gonseth”, Eric Emery (Ed.), l’Age d’Homme, Lausanne, Suisse, 2011
- Ce nevoie avem de femei în viața publică?, în „Forța politică a femeilor”, Andreea Paul Vass (Coord.), Polirom, 2011
- Romania and MDG Goal 3: When gender equality means expanding democracy, în Entre Nous Magazine, The European Magazine for sexual and reproductive health, No. 71, 2011
- 2010 - De ce m-am întors în România[16], coordonator al unei cărți de mărturii și interviuri ale unor diverși profesioniști români care au renunțat la cariere în străinătate pentru a se întoarce în România, editura Polirom
- Cum văd feminitatea, în „Cele 4 dimensiuni ale feminității românești”, Monica Silvia Tatoiu (Coord.), vol. 1, Neverland, 2010
- Sink or Swim – Romania’s Policy in the Black Sea Region: How to Empower New Non-state Actors în Romanian Review of International Policy, Vol I, Nr I, 2006
- For Love or Profit? NGOs and the Development of Romanian Civil Society, în „Romania Since 1989: Politics, Economics and Society”, Henry Carey (Ed.), Lexington Books, United Stated of America, 2004
- Bridging the Leadership Gap - A Strategy for Improving Political Leadership in the EU, în „Contributions to European Unification”, Martin Brusis, Janis Emmanouilidis (Ed.), Bertelsmann Foundation Publishers, 2003
- Thinking Enlarged: The Accession Countries and the Future of the European Union, în „Contributions to European Unification”, Martin Brusis, Janis Emmanouilidis (Ed.), Europa Union, Verlag, 2002
- Country Assessment for Romania, Nations in Transit Report, Freedom House, New York, anii 2001 și 2002
- Culture and Conflict Resolution—Reflections on Mental Models and Problem-Solving Strategies in Post-Communist Countries, în „Romanian Journal of Political Science”, Vol 1, Nr 2, Aprilie 2001
- The Value of Liberalism—an East European Perspective, în „The Meaning of Liberalism—East and West”, Zdeneck Suda și Jiri Musil (Ed.), Central European University Press, Prague, 2000
- Minima Moralia, în „Popper’s Open Society after 50 Years, The Continuing Relevance of Karl Popper”, Ian Jarvie și Sandra Pralong (Ed.), Routledge, London și New York, 1999
- Y a-t-il une Ethique de la Liberté?, în „Science, Technique et Valeurs”, Eric Emery (Ed.), L’Age d’Homme, Paris, 1998
- 1997 - The Continuing Relevance of Karl Popper, coordonatori Ian Jarvie și Sandra Pralong, Routlege, publicație omagială pentru aniversarea a 50 de ani de la aparția cărții lui Karl Popper despre „societatea deshisă”.
- Romanian Nationalism—Double Problem, Double Talk?, în „State and Nation-Building in East and Central Europe: Contemporary Perspectives”, John S. Micgiel (Ed.), Columbia University, 1996